# Via Chiaia
La via Chiaia est une rue du cœur historique de Naples, traversant le quartier de Chiaia. Elle part de la piazza Trieste e Trento, près de la piazza del Plebiscito et de la via Toledo et elle se termine piazza dei Martiri, tout près du début de la riviera di Chiaia.

## Histoire
Cette rue était à l'origine un passage naturel menant au pied du petit mont Echia. Elle menait à l'extrême ouest de la ville et aux Champs Phlégréens par la côte.
Elle a pris de l'importance avec la construction de la Porte Petruccia, dite ensuite Porte du Saint-Esprit (à cause de la proximité d'un couvent du Saint-Esprit, aujourd'hui disparu), à la fin de la rue, près du croisement avec la rue Sainte-Catherine (via Santa Caterina). Elle est dite ensuite Porte de Chiaia et parfois Porta Romana, car après les Champs Phlégréens commence la voie domitienne menant à Rome. 
La porte fut abattue en 1782, quand l'expansion vers l'ouest devint nécessaire pour la ville.

## Description
La via Chiaia et la via dei Mille sont parmi les rues les plus élégantes de Naples et sont connues pour leurs magasins de luxe. 
La rue est constituée de nombreux édifices importants et d'églises monumentales, parmi lesquels l'on peut distinguer:
| Image | Nom                            | Description |
| ----- | ------------------------------ | --- |
|       | Église Sant'Orsola a Chiaia    | L'église Sainte-Ursule-de-Chiaia conserve son prestige, même si elle a perdu une grande partie de son décor original, grâce à ses fresques du milieu du XIXe siècle, sur les arcs de la nef et sur la voûte.                                                      |
|       | Église Santa Caterina a Chiaia | L'église Sainte-Catherine-de-Chiaia, construite au XVIIe siècle, est une église fort imposante malgré sa façade modeste, conservant des œuvres de prix et abritant la tombe de la reine Marie-Clotilde de France, sœur de Louis XVI.                              |
|       | Palazzo Cellammare             | Le palais Cellammare est un antique palais nobiliaire bâti au XVIe siècle pour l'abbé de Stigliano, Giovanni Francesco Carafa. Ayant subi de multiples remaniements, il présente aujourd'hui un mélange de style, allant du sévère au pompeux.                    |
|       | Pont de Chiaia                 | Le pont de Chiaia, construit en 1636 pour relier la zone de Pizzofalcone avec les Quartiers Espagnols, est de style néo-classique et présente diverses décorations de marbre. Seule une de ses arcades est visible, à cause des édifices construits par la suite. |
|       | Théâtre Sannazzaro             | Le théâtre Sannazzaro, surnommé aussi la Bonbonnière de la via Chiaia, a été inauguré dans les années 1875. Sa scène a accueilli de grands interprètes, tels qu'Emma Gramatica ou Ruggero Ruggeri.                                                                |

Tout le long de la rue, se trouvent des enseignes prestigieuses et des magasins ou cafés historiques, comme le Gran Caffè Gambrinus, qui marque le début de la rue, au numéro 1. La pizzeria Brandi est également célèbre, c'est ici que fut inventée en juin 1889 la pizza Margherita.
La rue se termine Piazza dei Martiri de laquelle on peut accéder à la Riviera di Chiaia en descendant par la via Calabritto, ou au Chiatamone, en descendant par la via Domenico Morelli. Un peu avant la place, après le palazzo Cellammare, en tournant à droite, il est possible de rejoindre la via dei Mille.
La via Chiaia, enfin, flanque sur la droite (en considérant la sortie) les Quartiers Espagnols, offrant des points de vue pittoresques pour les touristes. 
La rue est entièrement piétonnière.

## Source de la traduction
- (it) Cet article est partiellement ou en totalité issu de l’article de Wikipédia en italien intitulé « Via Chiaia » (voir la liste des auteurs).